# Hérault (departement)
Hérault [éró] je francouzský departement ležící v regionu Okcitánie. Název pochází od řeky Hérault. Hlavní město je Montpellier.

## Geografie

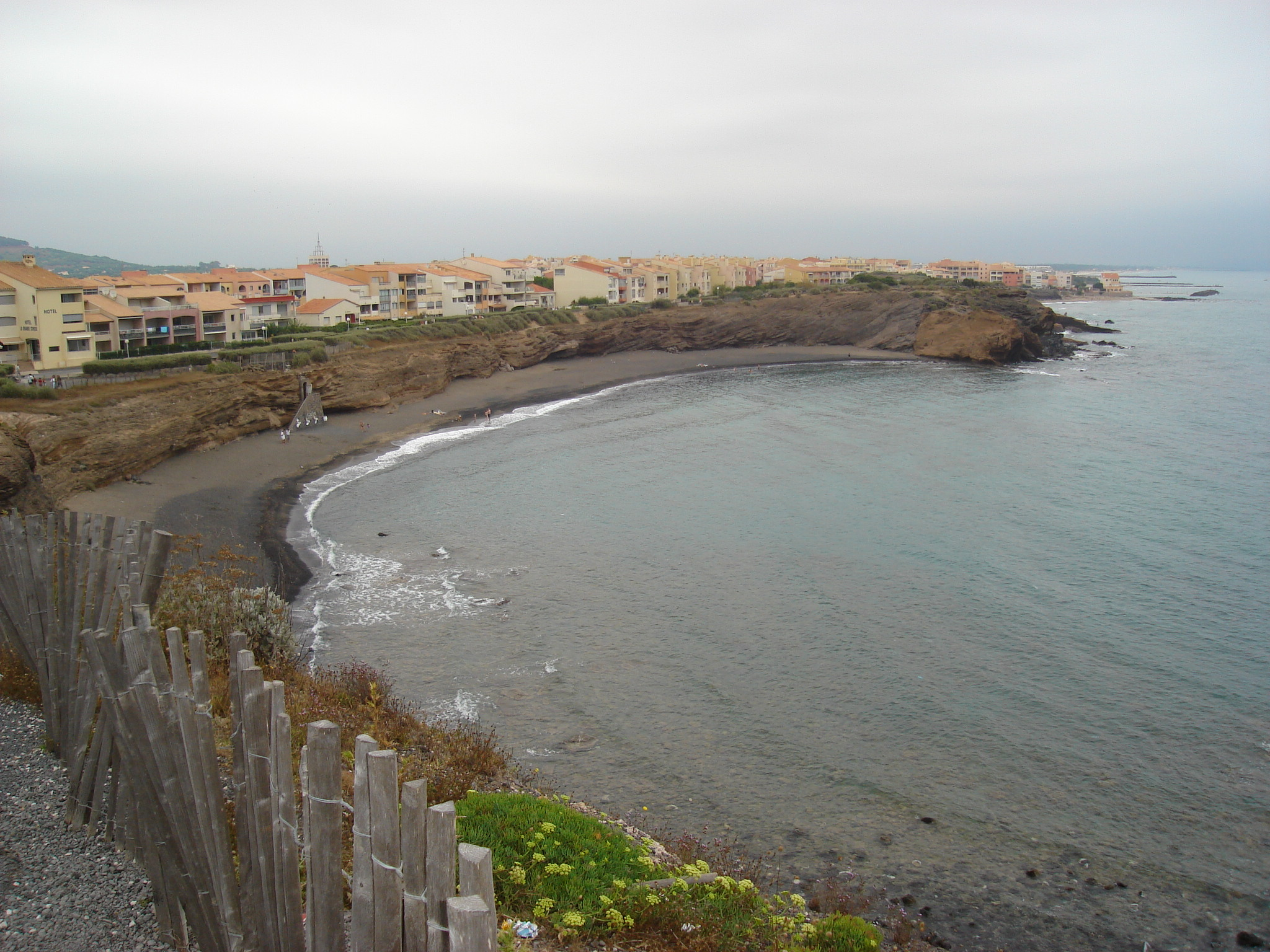
Pláž v Agde

## Nejvýznamnější města

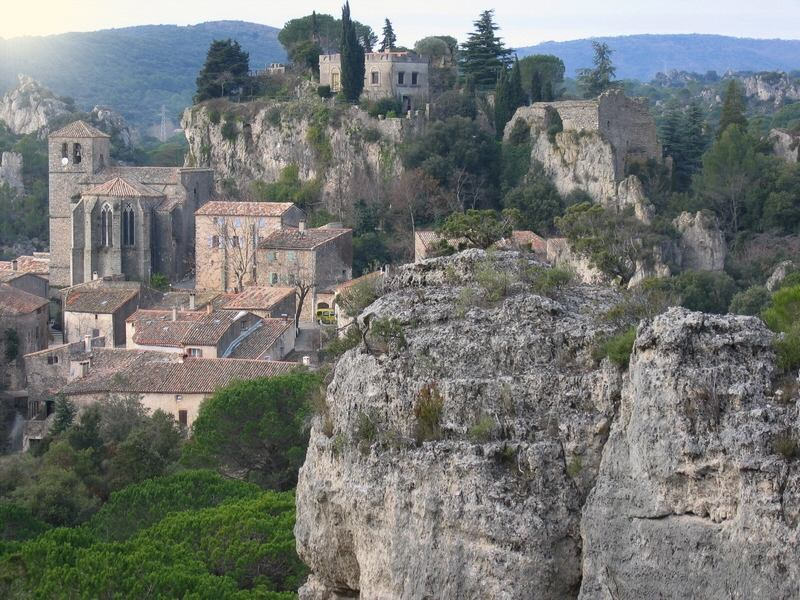
Moureze

- Montpellier
- Béziers
- Sète
- Agde
- Frontignan
- Pézenas
- Lodève

## Historie
Hérault je jedním z 83 departementů vytvořených během Francouzské revoluce 4. března 1790 aplikací zákona z 22. prosince 1789.